# Virgin Records
La Virgin Records è una etichetta discografica inglese di proprietà della Universal Music Group. Verso la fine degli anni novanta è stata dichiarata come la più influente casa discografica del mondo.
Fu fondata dall'imprenditore Richard Branson e da Nik Powell nel 1972; all'epoca la centrale operativa si trovava nel retrobottega del negozio di dischi dello stesso Branson. Il nome Virgin venne scelto da un'idea di Branson, che suggerì questo nome come per indicare come loro erano nuovi in quel campo, esattamente come delle "virgins" (vergini). Il logo dell'etichetta discografica venne ideato quando incontrarono un disegnatore, che scrisse il nome Virgin su un pezzo di carta. Non ingaggiarono un disegnatore, ma tennero il suo scarabocchio su carta, che divenne quindi il famoso logo.

## Storia
Il primo disco ad essere pubblicato con l'etichetta Virgin fu il classico del progressive rock Tubular Bells, di Mike Oldfield nel 1973.
Nel 1977 misero sotto contratto i Sex Pistols, e questo iniziò a rendere l'etichetta molto conosciuta oltre i confini europei. Subito dopo infatti, ingaggiarono gruppi come The Human League, Culture Club, Simple Minds, Genesis ed altri ancora.
La Virgin Records aprì la sua divisione statunitense nel 1987, la Virgin Records America. Le produzioni della Virgin americana vennero distribuite dalla WEA International in accordo con la Atlantic Records fino al 1992. Prima della nascita della divisione americana della Virgin, le produzioni degli artisti sotto contratto con l'etichetta venivano distribuiti negli Stati Uniti da etichette come la CBS Records, la A&M Records, la Warner Brothers ed altre.
La Virgin Records fu venduta da Branson alla EMI nel 1992 per circa 550 milioni di sterline, continuando comunque ad essere presidente della EMI. Nel 1995 Branson ha ricomprato la Virgin e anche la EMI unendole. Le ragioni che portarono Branson a vendere la Virgin Records furono quelle di trovare fondi per la sua compagnia aerea, la Virgin Atlantic Airways.
Dopo l'acquisto da parte della EMI, la Virgin lanciò varie etichette sussidiarie come la Realworld Records, la Innocent Records, la Point Blank Records (specializzata in musica blues), e la Hut Records, e continuò a scritturare nuovi e già affermati artisti come Swedish House Mafia, Thirty Seconds to Mars, Beenie Man, Korn, Depeche Mode, The Rolling Stones, The Smashing Pumpkins, Ima Robot, We Are Scientists, The Kooks, Bubba Sparxxx, Sharissa, Bossman, Purple Ribbon All-Stars, Janet Jackson, The Chemical Brothers, Shapeshifters, Daft Punk, Juliet Richardson, Spice Girls e Paula Abdul.